# Buzadovac
Buzadovac je naseljeno mjesto u Republici Hrvatskoj u Zagrebačkoj županiji. 

## Zemljopis
Administrativno je u sastavu općine Gradec. Naselje se proteže na površini od 3,97 km².

## Stanovništvo
Prema popisu stanovništva iz 2001. godine u Buzadovcu žive 134 stanovnika i to u 35 kućanstava. Gustoća naseljenosti iznosi 33,75 st./km².
| broj stanovnika | 120   | 136   | 128   | 158   | 199   | 195   | 183   | 182   | 209   | 210   | 191   | 180   | 178   | 158   | 134   | 109   | 98    |
|                 | 1857. | 1869. | 1880. | 1890. | 1900. | 1910. | 1921. | 1931. | 1948. | 1953. | 1961. | 1971. | 1981. | 1991. | 2001. | 2011. | 2021. |